# 奧弗布魯克 (特拉華州)
奧弗布魯克（英語：Overbrook）是位於美國特拉華州蘇塞克斯縣的一個非建制地區。該地的面積和人口皆未知。

## 地理
奧弗布魯克的座標為38°46′03″N 75°12′54″W / 38.76750°N 75.21500°W，而該地的平均海拔高度為7米（即23英尺）。